# Curva de Gosper
La curva de Gosper, nombrada así en honor a Bill Gosper, es una curva de Peano. Es un fractal similar en su construcción a la curva del dragón o a la de Hilbert.
|                                        | |
| Cuarta iteración de la curva de Gosper | La línea que une el punto rojo con el verde muestra el primer paso de la construcción de la curva. |

Aquí se muestra un programa en Logo para dibujar la curva de Gosper mediante gráficos de tortuga:
```
to rg :st :ln
make "st :st - 1
make "ln :ln / 2.6457
if :st > 0 [rg :st :ln rt 60 gl :st :ln  rt 120 gl :st :ln lt 60 rg :st :ln lt 120 rg :st :ln rg :st :ln lt 60 gl :st :ln rt 60]
if :st = 0 [fd :ln rt 60 fd :ln rt 120 fd :ln lt 60 fd :ln lt 120 fd :ln fd :ln lt 60 fd :ln rt 60]
end
 
to gl :st :ln
make "st :st - 1
make "ln :ln / 2.6457
if :st > 0 [lt 60 rg :st :ln rt 60 gl :st :ln gl :st :ln rt 120 gl :st :ln rt 60 rg :st :ln lt 120 rg :st :ln lt 60 gl :st :ln]
if :st = 0 [lt 60 fd :ln rt 60 fd :ln fd :ln rt 120 fd :ln rt 60 fd :ln lt 120 fd :ln lt 60 fd :ln]
end

```

El programa puede ser llamado, por ejemplo, con rg 4 300, o, alternativamente gl 4 300.
La constante 2,6457 utilizada en el código del programa es una aproximación de √7.

## Propiedades
El espacio cubierto por la curva se denomina isla de Gosper. Aquí se muestran las primeras iteraciones de este fractal.
|  |  |  |  |  |

La isla de Gosper puede cubrir completamente el plano. De hecho, se pueden unir entre sí siete copias de la isla de Gosper para formar una figura similar pero de tamaño √7 veces mayor en las dos dimensiones del plano. Iterando este proceso indefinidamente, se consigue una teselación del plano. De modo análogo, se puede extender la isla de Gosper a una curva infinita que cubra el plano.
|  |  |